# Ankylopteryx modesta
Ankylopteryx modesta är en insektsart som beskrevs av Hölzel och Ohm 1991. Ankylopteryx modesta ingår i släktet Ankylopteryx och familjen guldögonsländor. Inga underarter finns listade i Catalogue of Life.